# دری شرهانت
دری شرهانت (انگلیسی: Derry Scherhant؛ زادهٔ ۱۰ نوامبر ۲۰۰۲) بازیکن فوتبال است.